# Josep Baralt i Torres
Josep Baralt y Torres (Arenys de Mar, 31 de mayo de 1740 – 1829), cosmògraf y navegante. Mestre de Náutica, Alférez de Fragata y Patrón honorario de la Real Armada Española. Teniente Mayor de la Armada, ayudante militar de Marina y Capitán del puerto de Arenys. Fundador de la Real Escuela Náutica. 

## Biografía
Nació en Arenys de Mar el 1740 e hizo sus primeros estudios en escuelas de la villa. Siguiendo la tradición familiar de padre y abuelo navegantes quiso también ser marino, y cursó en Ferrol los estudios cosmográficos de pilotaje y ciencias auxiliares y, con sólo 22 años, gracias a sus conocimientos, ya capitaneaba una fragata, la "San Juan Bautista" con la cual hizo varios viajes en América. También era copropietario en una decimosexta parte de la "Nuestra Señora de Carmen" por 745 libras mediante el préstamo que le hizo Fèlix Llenes. 
El 1749, al morir su padre en Veracruz, Nueva España (actualmente México), él y sus tres hermanos pequeños vivieron con su abuelo paterno, Josep Baralt y Roca, hasta su muerte, en 1752. En 1756, su madre Maria Torres Xapús se volvió a casar con un marinero, Bonaventura Lloret, diez años más joven que ella. 
Seguidamente puso un pleito contra sus hijos reclamándolos la devolución de la dote aportada al primer matrimonio. Cómo la madre había perdido la potestad sobre sus hijos, la corte jurisdiccional de Hostalrich, capital del Vizcondado de Cabrera, concedió la tutela a su abuela Maria Rabassa, y a cargo del patrón Antoni Pruna, en unos momentos en los cuales la economía familiar estaba muy necesitada, fue necesario crear un "censal muerto" para poder devolver la dote a la madre.
Las Reales Ordenanzas de la Real Armada del rey Carlos III, del año 1751,[cita requerida] protegían a los hijos huérfanos matriculados a la marina de forma que aquellos que tuvieran habilidades y supieran servir, fueran admitidos como aprendices en los buques de guerra a fin y efecto que agregados a sus pilotos avanzaran la teórica y empezaran la práctica en sus estudios. Así fue cómo Josep Baralt consiguió una buena preparación técnica, precisamente en los momentos en que la ciencia náutica estaba sólo al alcance de la marina de guerra, y salió primero como piloto honorario y gradual después de completar los estudios en la Escuela de Ferrol. 
El mismo camino siguió su hermano Lluís, el cual no pasó de segundo piloto, pero Ignasi, el hermano pequeño, cuando tenía trece años, siendo Botones en un barco corsario, fue capturado por piratas argelinos en 1761. Un año después (1762) Josep Baralt se convirtió en patrón de la goleta "San Juan Bautista" y de la "Nuestra Señora del Carmen". 
Casi simultáneamente se tuvo que preocupar, junto con la abuela, de satisfacer la dote de su hermana Maria, que aquel año se casó con el patrón Josep Cuenta, y reunir dinero para redimir a su hermano Ignasi de su cautividad en Argel. En la liberación de Ignasi, conseguida a mediados de 1763, intervinieron los Trinitarios que allí residían y fue redimido después de que Josep Baralt pagara su rescate consistente en su peso en plata (Ignasi tenía 15 años). En su rescate, Ignasi vestía atuendos árabes, que se conservaron hasta hace poco en poder de un descendiente suyo, en Arenys de Mar. 
Siendo patrón de la goleta "San Juan Bautista" empezó sus travesías atlánticas, casi siempre en la ruta en las Antillas, e hizo suficientes beneficios para poder devolver los préstamos. A la edad de 22 años, en 1764, casó con su primera mujer, Teresa Tomadas, nacida en Arenys de Mar e hija de Joan Tomadas, conocido carpintero de ribera y de Teresa Llenes, familiares otros copropietarios de la embarcación "San Juan Bautista". Con Teresa tuvo cinco hijos: Isabel (1765), Teresa (1766), Francesca (1769), Felícia (1773) y Josep (1776).
El 1777, a los 37 años, se casó con Rita Lladó Puig, también nacida en Arenys. Con Rita tuvo siete hijos: Francesc (1778), Josefa (1779), Joan Baptista (1780), Manela (1782), Maria (1783), Zenon (1785) y Rita (1789). 
Baralt, que en 1794 dio tres casas a la villa que fueron destinadas a hospital militar, encabezó a los defensores de Arenys durante la Guerra de la Independencia. Presidió el gobierno de Arenys e inició algunas mejoras. Posiblemente la más significativa fue abrir una calle que une la Riera con la calle de Sant Zenon, que se denominó calle Nueva (ahora, Obispo Vilà i Mateu). En 1795 pagó y dirigió una batería, construida para la defensa de la rada de Arenys de Mar. 
Murió en su casa de la calle de la Iglesia el 31 de agosto de 1829 a los 89 años de edad después de recibir los sacramentos, y está enterrado en la iglesia de Santa Maria de Arenys en la tumba familiar, bajo la trona junto a la epístola con la inscripción "SEPVLTVRA DE JOSEP BARALT Y DE LOS SEVS, AÑ 1773" (sepultura de Josep Baralt y los suyos, año 1773), donde su bisnieto, Francesc de Pol y Baralt, que fue obispo de Gerona, tiene una placa de mármol "in memoriam" que la villa de Arenys dedicó en 1929 a su ilustre religioso.

## Navegación
Las travesías atlánticas fueron constantes y a menudo llegó a hacer más de dos al año, casi siempre con destino en las Islas de Barlovento. Se llevaba en prácticas a su hermano Lluís. La última travesía con la "San Juan Bautista" la hizo en 1771 y cedió su patronazgo a Lluís, mientras que él se hizo cargo de la goleta "Jesús, María y José", de la cual era copropietario con Marià Carbó y Jaume Arnau. 
De 1772 a 1778 repitió los viajes a las Antillas con este barco; en aquellos años, además de la casa que heredó de su abuela, continuó incrementando su patrimonio con adquisiciones inmobiliarias en las calles de la Iglesia, de la Bomba y en la Riera en Arenys de Mar. 
Josep Baralt seguía al mando de un barco que hacía la ruta a América, del cual era propietario y capitán, barco que en abril de 1775 fue embargado por el gobierno y armado de guerra y destinado al reconocimiento de las goletas que cruzaban la bahía de Cádiz. Al acabar su trabajo, no quiso cobrar nada. Al año siguiente, y estante en Barcelona, el barco fue embargado de nuevo para ir a América con la escuadra del marqués de Casa Thilly en la campaña del Pacífico. En diciembre de 1779, acabada la campaña, el barco de Baralt, anclado en La Habana, recibió órdenes del gobierno español para conducir tropas y material a Mobile y Pensacola en las costas de Florida por anticipado de la Real Hacienda y sirvió hasta el 30 de diciembre de 1780, fecha en la cual una fragata inglesa del almirante Rodney la capturó. El gobierno premió sus servicios nombrándolo Maestro de Náutica, Alférez de Fragata y Patrón honorario de la Real Armada Española. 
La promulgación de la disposición del 12 de octubre de 1778, que había acabado con el monopolio de los puertos del sur de España (Sevilla y Cádiz), hizo progresar la navegación atlántica de la marina catalana. La necesidad de disponer de pilotos, la intervención de los cuales era legalmente imprescindible para las rutas de ultramar, fue el motivo por el cual muchos padres de familia y el gremio de Sant Telmo de Arenys de Mar solicitaran a Josep Baralt el establecimiento de una Escuela de Pilotos. 
Veinte años más tarde de la fundación de la Escuela de Pilotos, el 22 de octubre de 1802, el rey Carlos IV y su familia pernoctaron en Arenys de Mar alojándose en las casas de Can Ramis y de Pau (hoy Can Cabirol); conocedor el rey de la importancia de la Escuela de Pilotos quiso conocer personalmente a Josep Baralt, que le fue presentado por José de Olózoga, capitán del puerto de Barcelona y por Pere de Ayala, ayudante militar y de marina de Arenys. El rey, completamente satisfecho por las explicaciones que se le dieron, decretó que la Escuela se titulara "Real", nombró a Josep Baralt Teniente Mayor de la Armada y le otorgó el privilegio de poder ondear en la fachada el "pendón real". El 22 de febrero de 1806, Baralt fue nombrado ayudante militar de Marina y Capitán del puerto de Arenys, cargo que ocupó hasta su muerte en 1829.